# Османтус душистый
Османтус душистый, Османт душистый, Османтус пахучий, Османтус ароматный, Душистая маслина (лат. Osmanthus fragrans) — лиственный кустарник семейства Маслиновые (Oleaceae), происходящий из Восточной Азии.

## Ботаническое описание
Кустарник или дерево от 3 до 12 м в высоту.
Листья до 15 см длиной, пильчатые по краям.
Цветки белые, бледно-жёлтые, жёлтые или оранжево-жёлтые (1 см в длину) с сильным запахом персика или абрикоса.
Плод — костянка тёмно-фиолетового цвета, яйцевидной формы.

## Хозяйственное значение и применение
Цветки используются как ароматическая добавка для чая.